# الحدبة فاس (بكيل المير)

تعديل مصدري - تعديل

الحدبة فاس هي إحدى قرى عزلة فاس بمديرية بكيل المير التابعة لمحافظة حجة، بلغ تعداد سكانها 121 نسمة حسب تعداد اليمن لعام 2004.